# 10786 Robertmayer
10786 Robertmayer eller 1991 TC3 är en asteroid i huvudbältet som upptäcktes den 7 oktober 1991 av de båda tyska astronomen Freimut Börngen och Lutz D. Schmadel vid Tautenburg-observatoriet. Den är uppkallad efter tyske läkaren och fysikern Robert Mayer.